# Заковианский договор
Заковиа́нский догово́р (англ. Sokovia Accords) — вымышленный законодательный документ медиафраншизы «Кинематографическая вселенная Marvel» (КВМ), разработанный и ратифицированный комиссией ООН, устанавливающий и регулирующий контроль над командой «Мстители».

## История
Договор разрабатывает комиссия Организации Объединённых Наций (ООН) после инцидента в Лагосе в 2016 году, в процессе которого разрушается здание и гибнут гуманитарные работники (в том числе работники из Ваканды) в результате действий Ванды Максимофф. Сам договор основывают на событиях в Заковии и в связи с этим называют «Заковианским договором».
Генерал Таддеус Росс представляет команде «Мстители» оформленный Заковианский договор, подписанный 117 странами и ограничивающий действия команды, делая их подконтрольными комиссии ООН.
Мнение команды насчёт договора разделяется: Тони Старк поддерживает договор, основывая это на том, что в результате их неуправляемых действий гибнет мирное население, однако Стив Роджерс выступает против договора, поскольку он будет ограничивать их действия по отношению к глобальным угрозам.
В течение некоторого времени Заковианский договор подписывают Тони Старк, Джеймс Роудс, Вижн, Т’Чалла и Наташа Романофф.
Тем временем друга Стива Баки Барнса подставляет полковник Гельмут Земо, производя взрыв на мероприятии по ратификации Заковианского договора в Вене, в результате которого погибает король Ваканды — Т’Чака. Баки Барнс и защищающий его Стив Роджерс становятся международными преступниками. Возникающий на фоне договора конфликт разрастается в противостояние между командами Тони Старка и Стива Роджерса, что впоследствии приводит к расколу команды и заключению команды Стива Роджерса в тюрьму «Рафт».
В 2018 году команду освобождают Стив Роджерс и Наташа Романофф. Уилсон остаётся со Стивом и Наташей, в то время как Клинт Бартон и Скотт Лэнг заключают сделку с правительством, соглашаясь на условное освобождение через домашний арест. Вижн скрывается от надзора ООН после освобождения Ванды и развивает с ней романтические отношения в Эдинбурге. Джеймс Роудс начинает жалеть о том, что он подписал договор, поскольку если бы не договор, Вижн был бы под контролем.
После победы над Таносом в 2023 году Заковианский договор упоминается на брифинге по ситуации в Уэствью сотрудником ФБР Джимми Ву, утверждающим, что Ванда Максимофф нарушает статью 36Б Заковианского договора, захватив мёртвое тело Вижна и оживив его для своих целей, что впоследствии оказывается не так.
Текст Заковианского договора также присутствует на выставке Капитана Америки.
В 2025 году в Лос-Анджелесе во время судебного заседания по рассмотрению иска Юджина Патилио к Люку Джейкосбону из-за поломки костюма, изготовленного последним, адвокат Патилио Дженнифер Уолтерс ходатайствовала о предоставлении информации о других клиентах Джейкобсона. Но адвокат Джейкобсона Мэтт Мёрдок выразил протест, сославшись в том числе на то, что Заковианский договор был отменён.

## Протоколы
Заковианский договор включал в себя следующие пункты:
- Подписание документа обязательно для всех людей со сверхспособностями;
- Отказ подписать Заковианский договор означает немедленную отставку или уголовное преследование;
- Команда «Мстители» больше не является частной организацией и подлежит государственному надзору;
- Ни один участник команды «Мстители» не может действовать за пределами своей страны без одобрения комиссии ООН;
- Использование сверхспособностей для нарушения закона или участия в самосуде означает бессрочное задержание без суда;
- Регулирование использования технологий для предоставления сверхспособностей;
- Статья 36Б: Создание самосознающего искусственного интеллекта запрещено.

## Реакция
Американский юрист Марк Зайд сказал, что Заковианский договор невозможен в реальном мире, поскольку «соглашения игнорируют целый ряд правовых гарантий, которые существуют по той или иной причине». Когда Заковианскому договору стало уделяться меньше внимания в КВМ, журналист «CBR» Роберт Карран предположил, что это может быть связано с тем, что «он уже выполнил свою задачу на уровне повествования». В преддверии выхода фильма «Человек-паук: Нет пути домой» (2021) Билли Габне-Лейбел из «Screen Rant» посчитал, что «существование Мультивселенной» является «одним из факторов, которые могут уничтожить Заковианский договор». Его коллега, Дрю Данлоп, отмечал, что соглашения не могут распространяться на всех одинаково, поскольку, например, Клинт Бартон и Наташа Романнофф «ничем особо не „улучшены“, кроме обширных тренировок и атлетизма олимпийского уровня».

## Комментарии
1. ↑  Полное наименование документа на английском языке — «Sokovia Accords: Framework for the Registration and Deployment of Enhanced Individuals»[1].
2. ↑  События фильма «Первый мститель: Противостояние» (2016).
3. ↑  События фильма «Мстители: Эра Альтрона» (2015).
4. ↑  События фильмов «Мстители: Война бесконечности» «Человек-муравей и Оса» (2018) и «Мстители: Финал» (2019).
5. ↑  События сериала «Ванда/Вижн» (2021).
6. ↑  События сериала «Сокол и Зимний солдат» (2021).
7. ↑  События восьмого эпизода сериала «Женщина-Халк: Адвокат»(2022).